# アメリカン・ディフェンダー・クラシック
アメリカン・ディフェンダー・クラシック（American Defender Classic）は、1966年から1981年までLPGAツアーの公式トーナメントであった。1966年から1974年まではノースカロライナ州ローリーのローリー・カントリー・クラブで、1975年から1981年までノースリッジ・カントリー・クラブで開催された。ノースカロライナ州で開催された最初のLPGAトーナメント。1975年の賞金は5,700ドルであった。

## 優勝者
アメリカン・ディフェンダー/WRALゴルフ・クラシック
- 1981年: ドナ・カポニ

アメリカン・ディフェンダー/WRALクラシック
- 1980年: エイミー・オルコット

アメリカン・ディフェンダー・クラシック
- 1978年: エイミー・オルコット
- 1977年: キャシー・ウィットワース
- 1976年: スー・ロバーツ（英語版）
- 1975年: ジョアン・カーナー

アメリカン・ディフェンダー・ローリー・クラシック
- 1974年: ジョー・アン・プレンティス
- 1973年: ジュディ・ランキン

ローリー・ゴルフ・クラシック
- 1972年: キャシー・ウィットワース
- 1971年: キャシー・ウィットワース

ローリー・レディース・インビテーショナル
- 1970年: サンドラ・ヘイニー
- 1969年: キャロル・マン
- 1968年: キャロル・マン
- 1967年: キャシー・ウィットワース
- 1966年: キャロル・マン